# August Strindberg
August Strindberg (ur. 22 stycznia 1849 w Sztokholmie, zm. 14 maja 1912 tamże) – szwedzki pisarz, malarz i fotograf. Twórca dramatów, powieści, esejów i utworów poetyckich. Uznawany za ojca współczesnego teatru. Przedstawiciel naturalizmu i prekursor ekspresjonizmu.

## Życiorys
Przyszedł na świat w ubogiej rodzinie mieszczańskiej. Jego ojciec zajmował się sprzedażą biletów na statki pasażerskie, matka była dawną służącą, poślubioną przez swego pracodawcę. Po studiach w Uppsali, które musiał przerwać z braku pieniędzy, oraz epizodach – aktorskim i dziennikarskim – w 1874 został zatrudniony w Bibliotece Królewskiej w Sztokholmie. W 1872 napisał swój pierwszy dojrzały dramat Mistrz Olof, w którym pierwowzorem postaci bohatera jest Olaus Petri, twórca szwedzkiej reformacji. Strindberg był bywalcem "Czerwonego Pokoju" w restauracji Bernsa w Sztokholmie, gdzie spotykało się środowisko artystyczno-literackie. I taki tytuł, Czerwony Pokój, nosi jego powieść wydana w 1879, która stała się przełomowa, zarówno w karierze pisarskiej Strindberga, jak i literaturze szwedzkiej.
W 1875 Strindberg poznał Siri von Essen, z którą ożenił się w 1877. Burzliwe, trwające 14 lat małżeństwo, stało się m.in. inspiracją do powstania powieści (napisanej po francusku) Spowiedź szaleńca (1888). W 1883, wskutek nagonki po wydaniu zbioru tekstów publicystycznych Nowe państwo (1882), Strindberg z rodziną opuścił Szwecję; wyjechał najpierw do Francji, następnie do Szwajcarii. Na dalsze kłopoty naraził się, wydając pierwszy tom opowiadań pt. Historie małżeńskie (1884). Nakład został skonfiskowany, a Strindberg oskarżony o obrazę religii, jednak w procesie zapadł wyrok uniewinniający.

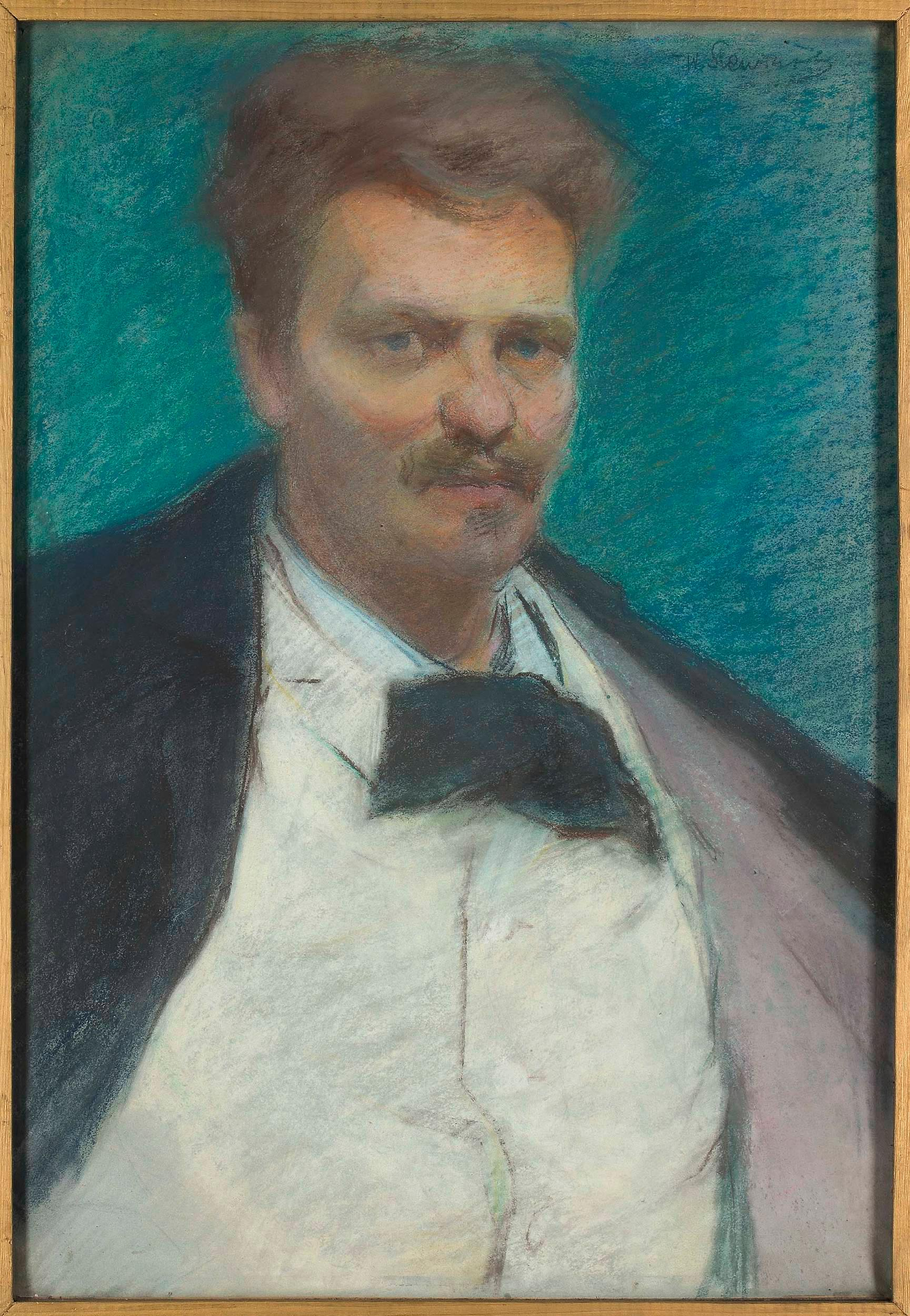
Władysław Ślewiński, Portret Augusta Strindberga (ok. 1896), Muzeum Narodowe w Warszawie

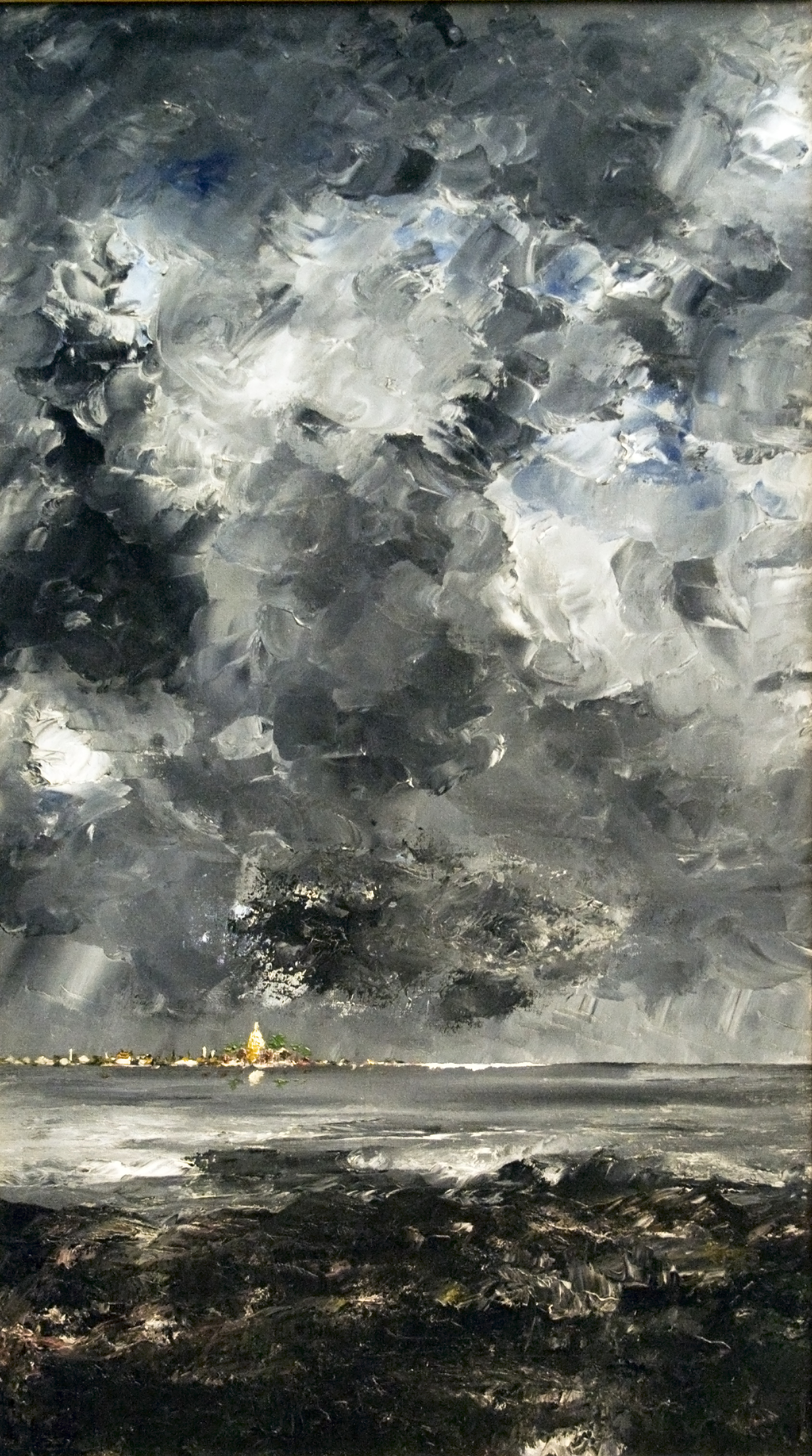
Miasto, obraz olejny, 1903, Nationalmuseum

Nadal na dobrowolnym wygnaniu, tym razem we Francji, Szwajcarii, Niemczech i Danii, Strindberg napisał najważniejsze ze swoich utworów: autobiografię Syn służącej (1886), powieść Mieszkańcy Hemsö (1887) oraz naturalistyczne dramaty pt. Ojciec (1887) i Panna Julia (1888). Na krótko wrócił do Szwecji, gdzie powstała powieść Na pełnym morzu (1890). Jednak po rozwodzie z pierwszą żoną zdecydował się ponownie opuścić Szwecję i wyjechać do Berlina. Tam obracał się w kręgach niemiecko-skandynawskiej bohemy, do której należeli m.in. Stanisław Przybyszewski i Edvard Munch, poznał tam również Fridę Uhl, austriacką dziennikarkę, która na krótko została jego żoną.
Po rozpadzie drugiego małżeństwa Strindberg wyjechał do Paryża, popadł w głęboką depresję i przeszedł długotrwałe załamanie psychiczne, zwane kryzysem Inferna. Jego depresję pogłębiały kłopoty materialne, które faktycznie towarzyszyły mu przez całe życie. Opis owego kryzysu zawarł w powieściach Inferno (1897) i Legendy (1898). W tym czasie zaczął również pisać swój Dziennik okultystyczny (obejmujący lata 1896-1908), zabronił jednak go publikować. Pierwsze fragmenty Dziennika ukazały się drukiem dopiero w 1977.
Po kryzysie w 1898 pisarz wrócił do Szwecji, gdzie pozostał już do końca życia. W tym okresie powstały dramaty Do Damaszku (1898), Zbrodnie i zbrodnie (1899) oraz pierwsze z cyklu dramatów historycznych, m.in. Gustaw Waza i Eryk XIV (1899). W realizacji teatralnej Do Damaszku w roli Pani wystąpiła norweska aktorka Harriet Bosse, która w 1901 została trzecią żoną Strindberga. Pisarz specjalnie dla niej napisał sztukę Svanevit- [Łabędziobiała] (1901). Także i to małżeństwo nie trwało długo.
W 1907 Strindberg otworzył wraz z reżyserem i aktorem, Augustem Falckiem, własny teatr, Intima Teatern, który zainaugurował działalność sztuką Pelikan. Dla tego teatru Strindberg napisał utwory kameralne, m.in. Burzę i Sonatę widm (1907).
Wokół Augusta Strindberga narosło wiele mitów i obiegowych poglądów (o chorobie psychicznej i mizoginii) wynikłych z błędnej interpretacji jego utworów jako stricte autobiograficznych. Współcześni badacze (m.in. autor biografii Strindberga, Olof Lagercrantz) wskazują, że Strindberg często wzbogacał i zmieniał swój życiorys, modelując go zależnie od założeń artystycznych swoich dzieł.
Do Polski dzieła Strindberga dotarły stosunkowo szybko, były tłumaczone i wystawiane. Jednak większa część jego twórczości została przełożona na język polski dopiero po II wojnie światowej, głównie przez Zygmunta Łanowskiego, a następnie Janusza B. Roszkowskiego (Spowiedź szaleńca, pierwsze wyd. PIW 1988, Historie małżeńskie, wyd. Jacek Santorski, 2006, Listy miłosne i nienawistne (obszerny wybór listów Strindberga do trzech żon, wyd. Anagram 1998), Taniec śmierci (część I i II, wyd. Oficyna Literatów i Dziennikarzy "Pod Wiatr", 2000; Łanowski przełożył jedynie część I). Dzieła Strinberga tłumaczyli też Elżbieta Ptaszyńska-Sadowska (Czerwony pokój, wyd. Przedświt, 1994) czy Mariusz Kalinowski (Inferno, wyd. KR, 1999).
Ideologicznie był socjalistą.

## Wybrane utwory
Sztuki
| - 1872 Mistrz Olof - 1887 Koledzy Ojciec - 1888 Panna Julia | - 1892 Pierwsze ostrzeżenie - 1898 Do Damaszku - 1899 Zbrodnie i zbrodnie Gustaw Waza Eryk XIV | - 1900 Wielkanoc Taniec śmierci - 1901 Oblubienica ślubna Gra snów Krystyna | - 1907 Pelikan Burza Sonata widm - 1909 Wielki gościniec |

Proza
| - 1879 Czerwony pokój - 1882 Szwedzkie losy i przygody - 1884 Historie małżeńskie I - 1886 Historie małżeńskie II Syn służącej | - 1887 Mieszkańcy Hemsö - 1888 Spowiedź szaleńca - 1897 Inferno - 1898 Legendy |

## Malarz i fotograf

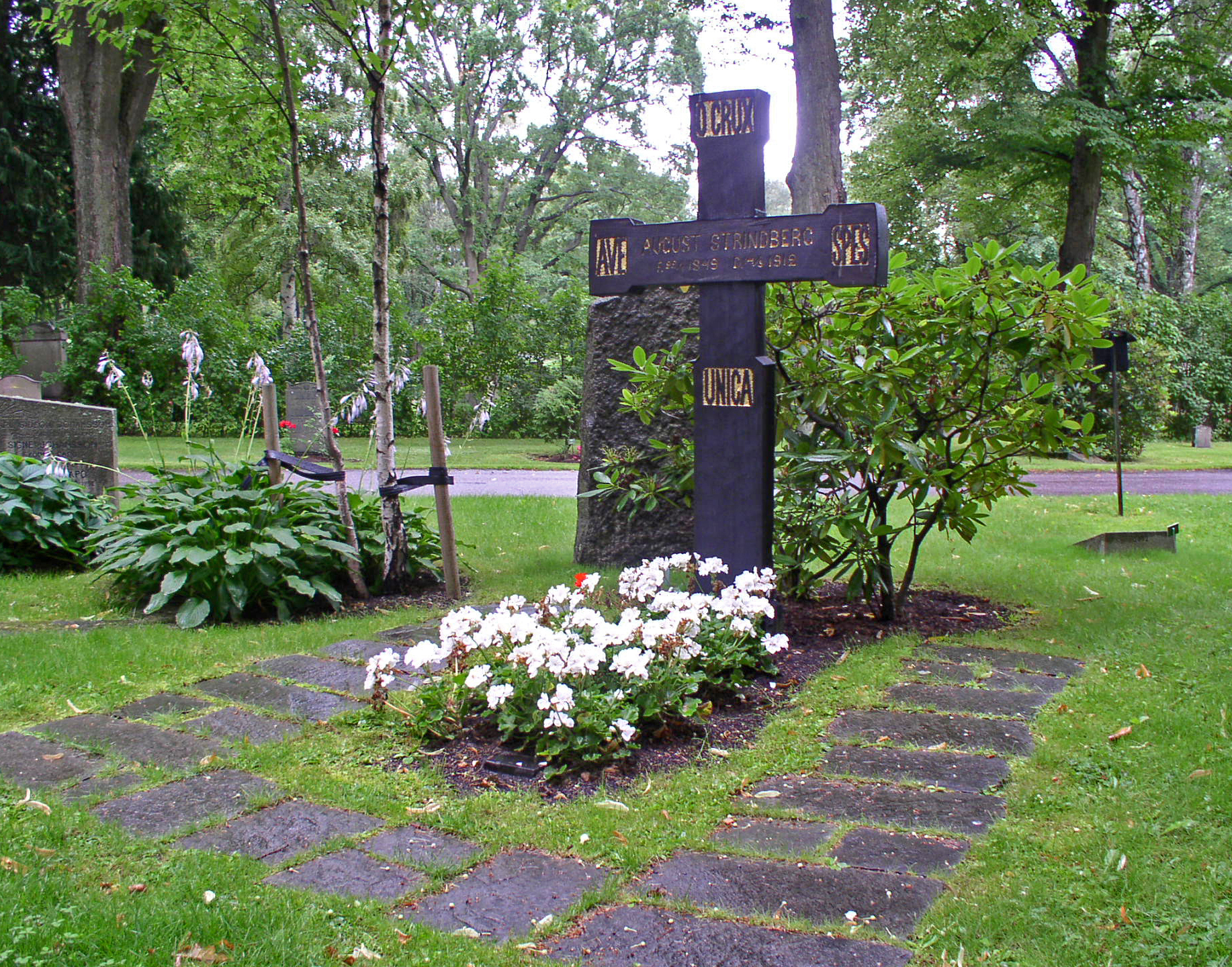
Grób Augusta Strindberga na Norra begravningsplatsen

Strindberg próbował swych sił w malarstwie najpierw we wczesnych latach 1870. tworząc naturalistyczne pejzaże w czasie pobytów na wyspie Kymmendö, w archipelagu sztokholmskim. Ciekawsze i odważniejsze obrazy powstały po roku 1892, kiedy wrócił do podobnych tematów: skał, chmur i morza, nadając im nieporównanie więcej ekspresji, zbliżając się do abstrakcji i świadomie pozwalając na interwencję przypadku przy tworzeniu wizerunku na płótnie. Napisał też krótki esej Nowe sztuki czyli rola przypadku w powstawaniu dzieła sztuki, w którym przedstawił m.in. powstanie swojego obrazu, zatytułowanego Kraina czarów. W malarstwie Strindberga decydującą rolę odgrywa faktura (impast) i kolor. Dynamika jego prac, ekspresyjne barwy i forma, stawiają go wśród prekursorów szwedzkiego ekspresjonizmu.
Strindberg zajmował się również fotografią. Spośród jego dzieł fotograficznych na uwagę zasługuje seria 25 "malarskich" autoportretów z lat 1886, 1893 i 1906.